# Тальяпьетра, Джованни
Джованни Тальяпьетра (итал. Giovanni Tagliapietra; 24 декабря 1845 — 11 апреля 1921, Нью-Йорк) — американский певец (баритон) итальянского происхождения.
Ученик Джованни Корси. В 1872 г. пел в Парме, исполняя партии Северо в «Полиевкте» Доницетти и графа ди Луны в «Трубадуре» Верди. Затем выступал на американской оперной сцене, был частым партнёром Аделины Патти.
В 1876 г. познакомился с Терезой Карреньо, венесуэльской пианисткой, пробовавшей себя в этот период как оперная певица (Тальяпьетра пел заглавную партию в «Дон Жуане» Моцарта, а Карреньо выступала в партии Церлины), и стал её вторым мужем. Вместе Карреньо и Тальяпьетра в 1885—1887 гг. организовали собственную оперную труппу, с которой гастролировали на родине Карреньо в Венесуэле. Неуспех этих гастролей привёл, по-видимому, к обострению отношений между супругами и разводу.